# 八高线
八高线（日语：／ Hachikō sen */?）是一條連結日本東京都八王子市八王子站和群馬縣高崎市倉賀野站，屬於東日本旅客鐵道（JR東日本）的鐵道路線（地方交通線）。實際運行時倉賀野站到發的所有列車都以鄰站高崎線高崎站為起終點。八高線的「八」來自八王子、「高」來自高崎。

## 线路概要
八高线自东京都的八王子市向北延伸，穿过埼玉县的西部后到达群马县的高崎市，是东京都內唯一一条包含非电化区间的JR线路。自1996年（平成8年）3月16日埼玉县日高市的高丽川站以南进行电化改造起，八高线上的运营系统以高丽川站为界彻底南北分开，以南的电车自高丽川站起进入川越线直通运行。因此，高丽川站以南的电化区间也称为八高南线，以北的非电化区间也被称为八高北线，但是目前的乘车指示并不采用这一名称。
全線根據《旅客營業規則》包括在大都市近郊區間的「東京近郊區間」，也是IC乘車卡「Suica」的首都圈地域內。另外，此線位於東京近郊區間，是東京都內唯一一條位於電車特定區間以外的JR路線，車費適用地方交通線的車費。
该线路在乘车指示中使用的线路颜色为灰色（■），电化区间的电车涂装使用橙色和草绿色双色带（■■）。

### 路線資料
- 管轄（事業類別）：東日本旅客鐵道（第一種鐵道事業者）
- 路段、路線距離（營業距離）：八王子站－倉賀野站間 92.0公里
- 軌距：1067毫米
- 站數：23個（包括起終點站）
  - 若只限屬於八高線的車站，排除屬於中央本線的八王子站、屬於青梅線的拜島站、屬於高崎線的倉賀野站[1]則為20個。
- 複線路段：北藤岡站－倉賀野站間（與高崎線共用路段）
- 電氣化路段：以下各路段均為直流電1500V
  - 八王子站－高麗川站間
  - 北藤岡站－倉賀野站間（與高崎線共用路段但於該線的列車以柴油列車運行）
- 閉塞方式：
  - 八王子站－群馬藤岡站間：特殊自動閉塞式（軌道回路檢知式）
  - 群馬藤岡站－北藤岡站間：自動閉塞式（特殊）
  - 北藤岡站－倉賀野站間：（複線）自動閉塞式
  - 可進行列車交會車站：除越生站、折原站、用土站、松久站、丹莊站、北藤岡站外的車站
- 保安裝置：ATS-P
- 最高速度：85公里/小時（高崎線共用路段除外）
- 運轉指令所（日语：運転指令所）：
  - 八王子站－高麗川站間：拜島CTC中心
  - 高麗川站－北藤岡站間：高崎綜合指令室（CTC）
- 最大坡度：20‰

八王子站－高麗川站間由八王子支社管轄、毛呂站－倉賀野站間由高崎支社管轄，高麗川站－毛呂站間（八王子站起約33.5公里）為兩支社的邊界。

## 車站列表
電氣化路段（八王子－高麗川）與非電氣化路段（高麗川－倉賀野）的運行系統完全分離，因此車站列表亦分成各自的路段記載。

### 八王子－高麗川
- 所有列車各站停車。
- 全路段單線，所有車站均可進行列車交會。

| 中文站名 | 日文站名 | 英文站名 | 站間營業距離 | 累計營業距離 | 接續路線                                                                                | 所在地 | 所在地         |
| -------- | -------- | -------- | ------------ | ------------ | --------------------------------------------------------------------------------------- | ------ | -------------- |
| 八王子   |          |          | -            | 0.0          | 東日本旅客鐵道： 中央線（JC22）、 橫濱線（JH32） 京王電鐵： 京王線 （京王八王子：KO34） | 東京都 | 八王子市       |
| 北八王子 |          |          | 3.1          | 3.1          |                                                                                         | 東京都 | 八王子市       |
| 小宮     |          |          | 2.0          | 5.1          |                                                                                         | 東京都 | 八王子市       |
| 拜島     |          |          | 4.8          | 9.9          | 東日本旅客鐵道： 青梅線、 五日市線（JC55） 西武鐵道： 拜島線（SS36）                    | 東京都 | 昭島市         |
| 東福生   |          |          | 2.8          | 12.7         |                                                                                         | 東京都 | 福生市         |
| 箱根崎   |          |          | 3.0          | 15.7         |                                                                                         | 東京都 | 西多摩郡瑞穗町 |
| 金子     |          |          | 4.8          | 20.5         |                                                                                         | 埼玉縣 | 入間市         |
| 東飯能   |          |          | 5.1          | 25.6         | 西武鐵道： 池袋線（SI27）                                                               | 埼玉縣 | 飯能市         |
| 高麗川   |          |          | 5.5          | 31.1         | 東日本旅客鐵道：■川越線（一部分列車直通運行至至川越站）、■八高線（高崎方向）            | 埼玉縣 | 日高市         |

1. ↑  青梅線立川、中央線東京方向起，有一部分列車直通至高麗川站

### 高麗川－高崎
為方便起見一併記載倉賀野側的所有列車直通的高崎站。然而，高崎線內的貨物設施省略。
- 所有列車均為普通列車。
- 軌道 … ◇：單線（可進行列車交會）、｜：單線（不可進行列車交會）、∧：此起往下為複線（車站構內不可進行列車交會）、∥：複線（高崎線內）

| 路線名 | 中文站名 | 日文站名 | 英文站名 | 站間營業距離 | 累計營業距離 | 累計營業距離                                                                                   | 接續路線、備註                                   | 軌道 | 所在地 | 所在地         |
| 路線名 | 中文站名 | 日文站名 | 英文站名 | 站間營業距離 | 高麗川起計   | 八王子起計                                                                                     | 接續路線、備註                                   | 軌道 | 所在地 | 所在地         |
| ------ | -------- | -------- | -------- | ------------ | ------------ | ---------------------------------------------------------------------------------------------- | ------------------------------------------------ | ---- | ------ | -------------- |
| 八高線 | 高麗川   |          |          | -            | 0.0          | 31.1                                                                                           | 東日本旅客鐵道：■八高線（八王子方向）、 ■川越線  | ｜   | 埼玉縣 | 日高市         |
| 八高線 | 毛呂     |          |          | 5.8          | 5.8          | 36.9                                                                                           |                                                  | ◇    | 埼玉縣 | 入間郡毛呂山町 |
| 八高線 | 越生     |          |          | 2.7          | 8.5          | 39.6                                                                                           | 東武鐵道： 越生線（TJ-47）                       | ｜   | 埼玉縣 | 入間郡越生町   |
| 八高線 | 明覺     |          |          | 5.2          | 13.7         | 44.8                                                                                           |                                                  | ◇    | 埼玉縣 | 比企郡都幾川町 |
| 八高線 | 小川町   |          |          | 8.0          | 21.7         | 52.8                                                                                           | 東武鐵道： 東上本線（TJ-33）                     | ◇    | 埼玉縣 | 比企郡小川町   |
| 八高線 | 竹澤     |          |          | 3.5          | 25.2         | 56.3                                                                                           |                                                  | ◇    | 埼玉縣 | 比企郡小川町   |
| 八高線 | 折原     |          |          | 4.0          | 29.2         | 60.3                                                                                           |                                                  | ｜   | 埼玉縣 | 大里郡寄居町   |
| 八高線 | 寄居     |          |          | 3.6          | 32.8         | 63.9                                                                                           | 東武鐵道： 東上本線（TJ-38） 秩父鐵道：秩父本線  | ◇    | 埼玉縣 | 大里郡寄居町   |
| 八高線 | 用土     |          |          | 4.5          | 37.3         | 68.4                                                                                           |                                                  | ｜   | 埼玉縣 | 大里郡寄居町   |
| 八高線 | 松久     |          |          | 2.7          | 40.0         | 71.1                                                                                           |                                                  | ｜   | 埼玉縣 | 兒玉郡美里町   |
| 八高線 | 兒玉     |          |          | 4.8          | 44.8         | 75.9                                                                                           |                                                  | ◇    | 埼玉縣 | 本市           |
| 八高線 | 丹莊     |          |          | 4.1          | 48.9         | 80.0                                                                                           |                                                  | ｜   | 埼玉縣 | 兒玉郡神川町   |
| 八高線 | 群馬藤岡 |          |          | 4.7          | 53.6         | 84.7                                                                                           |                                                  | ◇    | 群馬縣 | 藤岡市         |
| 八高線 | 北藤岡   |          |          | 3.7          | 57.3         | 88.4                                                                                           | （高崎線於車站構內合流，但高崎線不設上下車設備） | ∧    | 群馬縣 | 藤岡市         |
| 八高線 | 倉賀野   |          |          | 3.6          | 60.9         | 92.0                                                                                           | 東日本旅客鐵道： 高崎線（東京、新宿方向）        | ∥    | 群馬縣 | 高崎市         |
| 高崎線 | 倉賀野   |          |          | 3.6          | 60.9         | 92.0                                                                                           | 東日本旅客鐵道： 高崎線（東京、新宿方向）        | ∥    | 群馬縣 | 高崎市         |
| 高崎   |          |          | 4.4      | 65.3         | 96.4         | 東日本旅客鐵道： 上越新幹線、北陸新幹線、■信越本線、■上越線、■兩毛線、■吾妻線 上信電鐵：上信線 | ∥                                                |      | 群馬縣 | 高崎市         |

1. ↑  包括湘南新宿線、上野東京線
2. 1 2  兩毛線的正式終點為上越線新前橋站，吾妻線的正式起點為上越線澀川站，但運行系統上兩線都在高崎站到發

### 廢除信號場
- 小野信號場：北藤岡站－倉賀野站間（八王子起計88.5公里 與北藤岡站合併）

## 建设历史
在1922年（大正11年）4月11日颁布的《铁道敷设法》（一般称“改正铁道敷设法”）别表第51条记载有“东京府八王子经由埼玉县饭能到达群马县高崎的铁道”这一预定线路，即现在的八高线。
1931年（昭和6年）12月10日，八高南线八王子站—东饭能站间开业，营业里程25.6公里。1933年（昭和8年）4月15日，东饭能站—越生站的14.0公里延伸区间开业；1934年（昭和9年）3月24日，越生站—小川町站的13.2公里延伸区间开业。
与此同期，1931年（昭和6年）7月1日，八高北线仓贺野站—儿玉站间开业，营业里程16.1公里。1933年（昭和8年）1月25日，儿玉站—寄居站的12.0公里延伸区间开业。
1934年（昭和9年）10月6日，小川町站—寄居站间的11.1公里区间开业。至此该线路全线开业，八高北线和八高南线统编为八高线。1945年（昭和20年）8月24日，八高线的上、下行列车在小宫站—拜岛站间的多摩川铁桥上正面相撞，造成至少105名人死亡。1947年（昭和22年）2月25日，八高线的一列下行列车在东饭能站—高丽川站间超速导致脱轨、翻覆，造成185人死亡。
1958年（昭和33年）11月20日，八高线开始使用内燃动车组运营。1996年（平成8年）3月16日，八王子站—高丽川站完成电化，从此以高丽川站为界南北运转系统分离，东京都也成为除没有铁道的冲绳县外，自神奈川县以后第二个不再使用内燃动车组运营定期列车的地区。
2005年（平成17年）3月31日，日本货物铁道停止在八高线上的货运营业。

## 运营系统

### 八王子站—高丽川站
八高线的这一电化区间与川越线作为一个整体运营（参见右图），大部分电车以八王子站和川越站作为运营的起、终点。在白天这个区间的电车运营间隔约为30分钟，由于与川越线的运营间隔约20分钟不一致，有部分电车在高丽川站折返或长时间停车。当川越线发生影响运营的故障时也取消直通以高丽川站作为终点折返运营。
此外，平日的早晨和傍晚各有2班上、下行列车，周末和节假日则各有1班上下行列车从拜岛站经由青梅线直通中央线运营。自2008年3月15日时刻调整后夜间又增加了一班直通运营的车辆，终点为箱根崎站。除此以外，在1996年3月16日该区间完成电化改造时，八高线的部分列车曾以直通青梅线的方式以立川站作为起、终点，但这一设定在1999年12月3日的时刻调整后取消，目前只有中央线所属列车进入八高线直通运营。

### 高丽川站—高崎站
八高线在线路上以仓贺野站作为终点，但是实际运营上车辆在这一区间从北藤冈站向仓贺野站开出约150米后汇入高崎线，几乎所有的列车都以高崎站作为起、终点。
早朝通勤高峰时间段内，还开行有高丽川站和小川町站间、高崎站和儿玉站间运行的区间列车，而运营班次最少的小川町站至儿玉站区间则每小时仅有一班列车。此外，白天的部分2辆编成的列车是单人运行的。

### 票价计算
虽然八高线全线属于东京近郊区间，但在票价上却是东京都的JR线路中唯一不属于电车特定区间的线路。因此，八高线的票价根据地方交通线的票价计算方法计价，价格较为昂贵。但在八王子站经由八高线换乘青梅线（拜岛站以远）和五日市线时，实际票价计算是按照从立川站迂回的干线票价计算方法计价。

## 使用车辆
八高线目前以高丽川站为界，以南使用电力动车组，以北使用内燃动车组。在南段区间电化前则是全线使用内燃动车组。

### 电力动车组
除了青梅线、中央线直通运转的列车以外，八高线八王子站—高丽川站区间使用每节一侧4门、每列4辆编成的电力动车组，这些动车组都是装有半自动车门装置的寒冷地区款式，属于川越车辆中心。现行的不锈钢车辆车体涂装为橙色和草绿色的色带（■■）。半自动车门最初只用于冬夏两季车辆等待会车和其他长时间停车的情况，但自2006年12月1日以后全年都采用半自动开关模式。

#### 現役車輛
- E231系3000番台：2018年2月18日起，為汰換老化的205系投入運營，共有6列4輛編成。車輛為原中央、總武緩行線用E231系0番台改造而來。
- 209系3500番台：2018年5月7日起投入營運，共有5列4輛編成。車輛為原中央、總武緩行線用209系500番台改造而來。

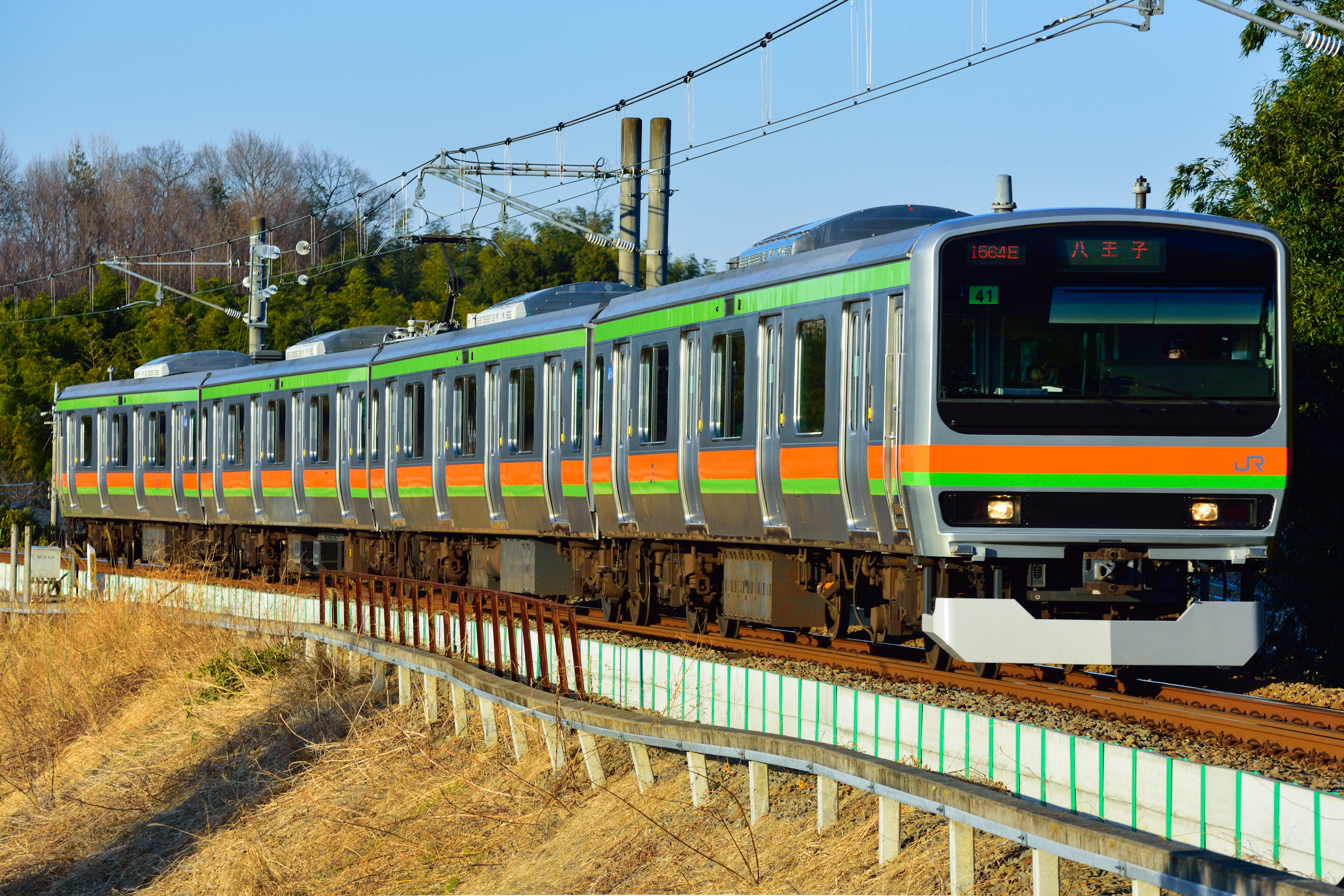
E231系3000番台（2018年3月2日）
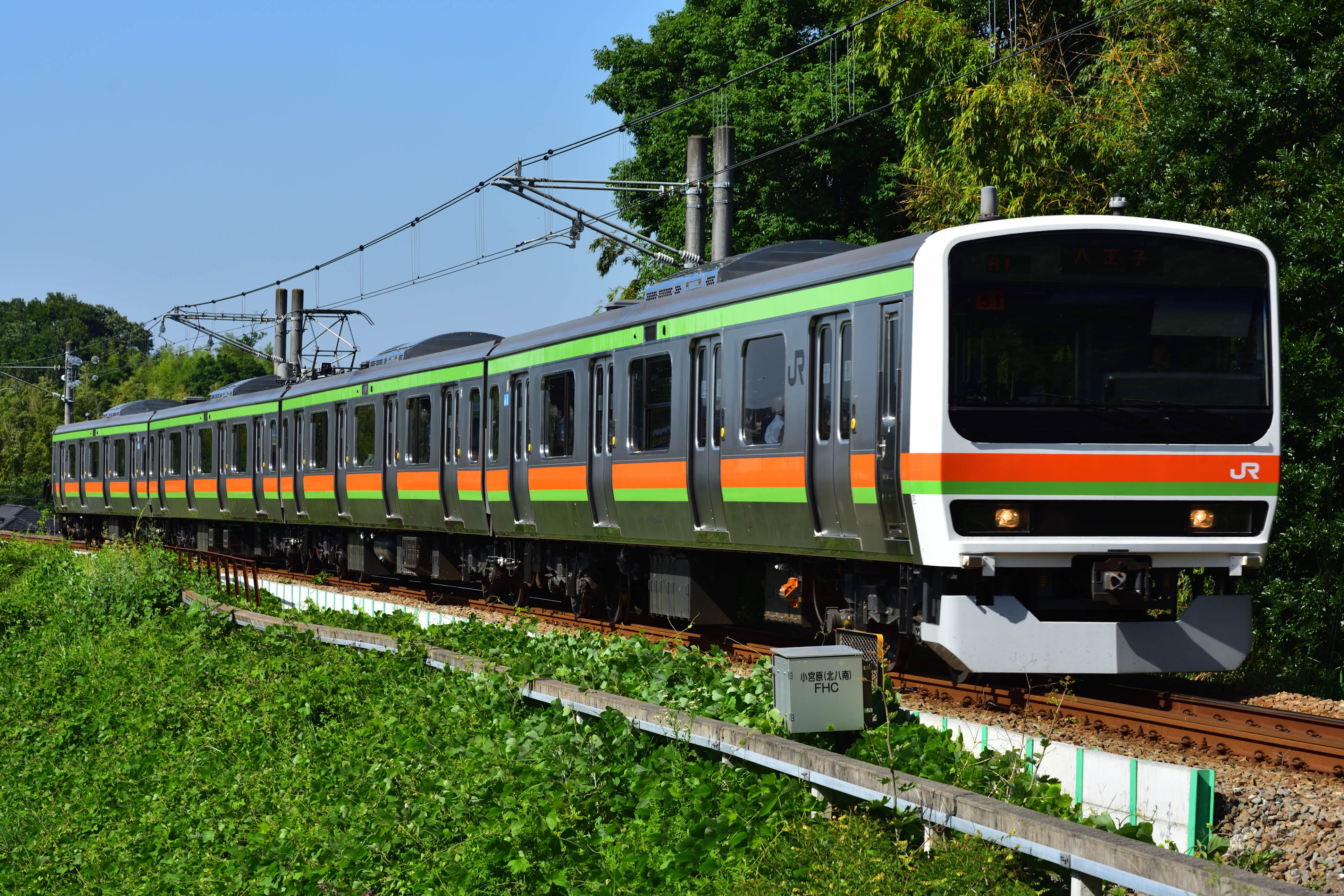
209系3500番台（2018年6月7日）

#### 過往車輛
- 103系3000番台：1985年川越线电化后投入使用，曾有5列4辆编成。最后的运营是2005年10月2日作为“川越线电化20周年号”和10月12日因车辆故障临时运营。
- 103系3500番台：和209系3000番台一样是为八高线电化准备的车辆，曾有1列4辆编成。2005年3月终止运营。
- 205系3000番台：2003年11月10日起，为替换老化的103系投入运营，曾有5列4辆编成。2018年7月15日终止运营。
- 209系3000番台：1996年3月16日起投入运营，曾有4列4辆编成。2019年2月27日终止运营。
- 209系3100番台：2005年4月17日起投入运营，曾有2列4辆编成。2021年12月25日终止运营。

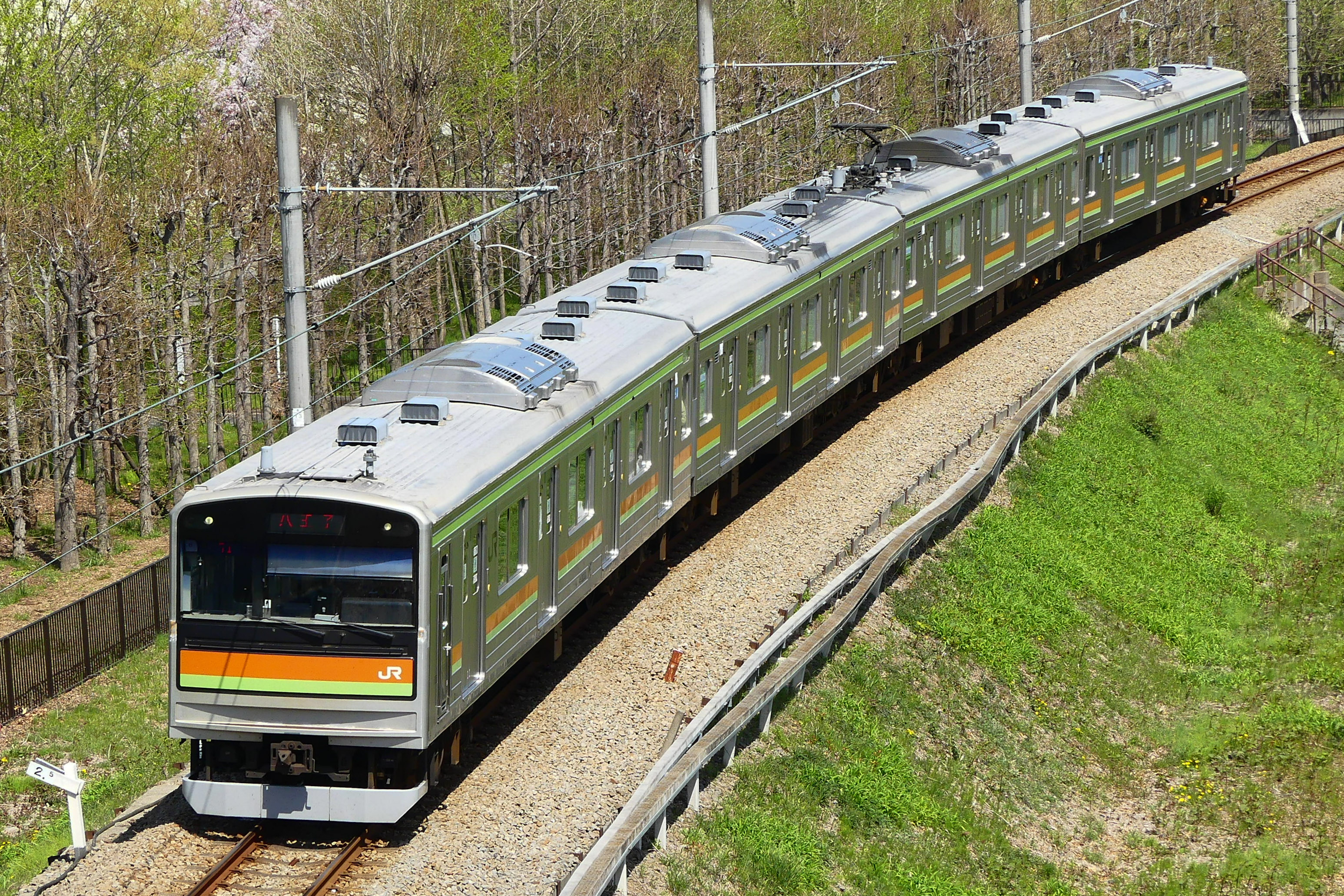
205系3000番台（2017年4月16日）
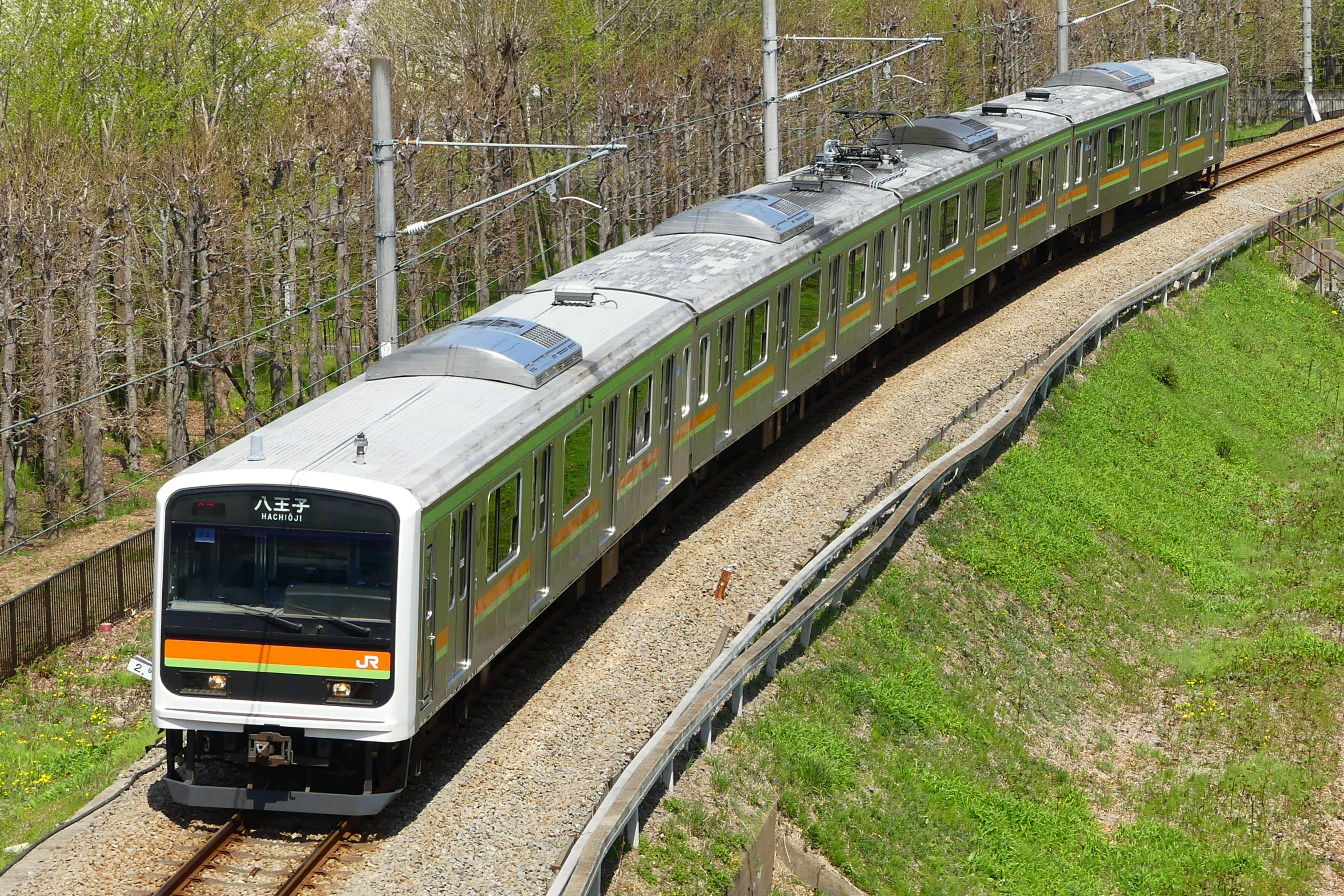
209系3000番台（2017年4月16日）
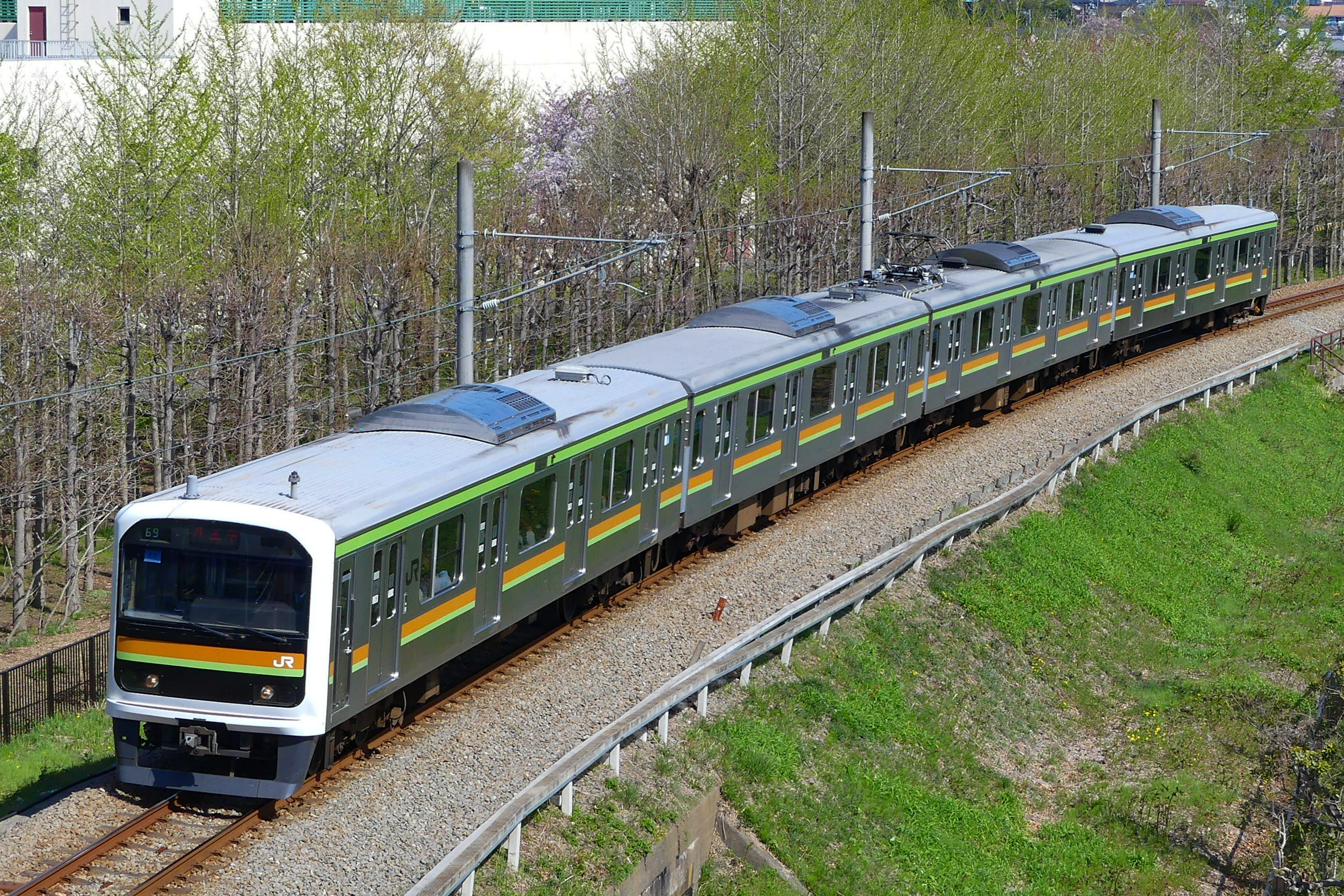
209系3100番台（2017年4月16日）

##### 青梅线、中央线直通

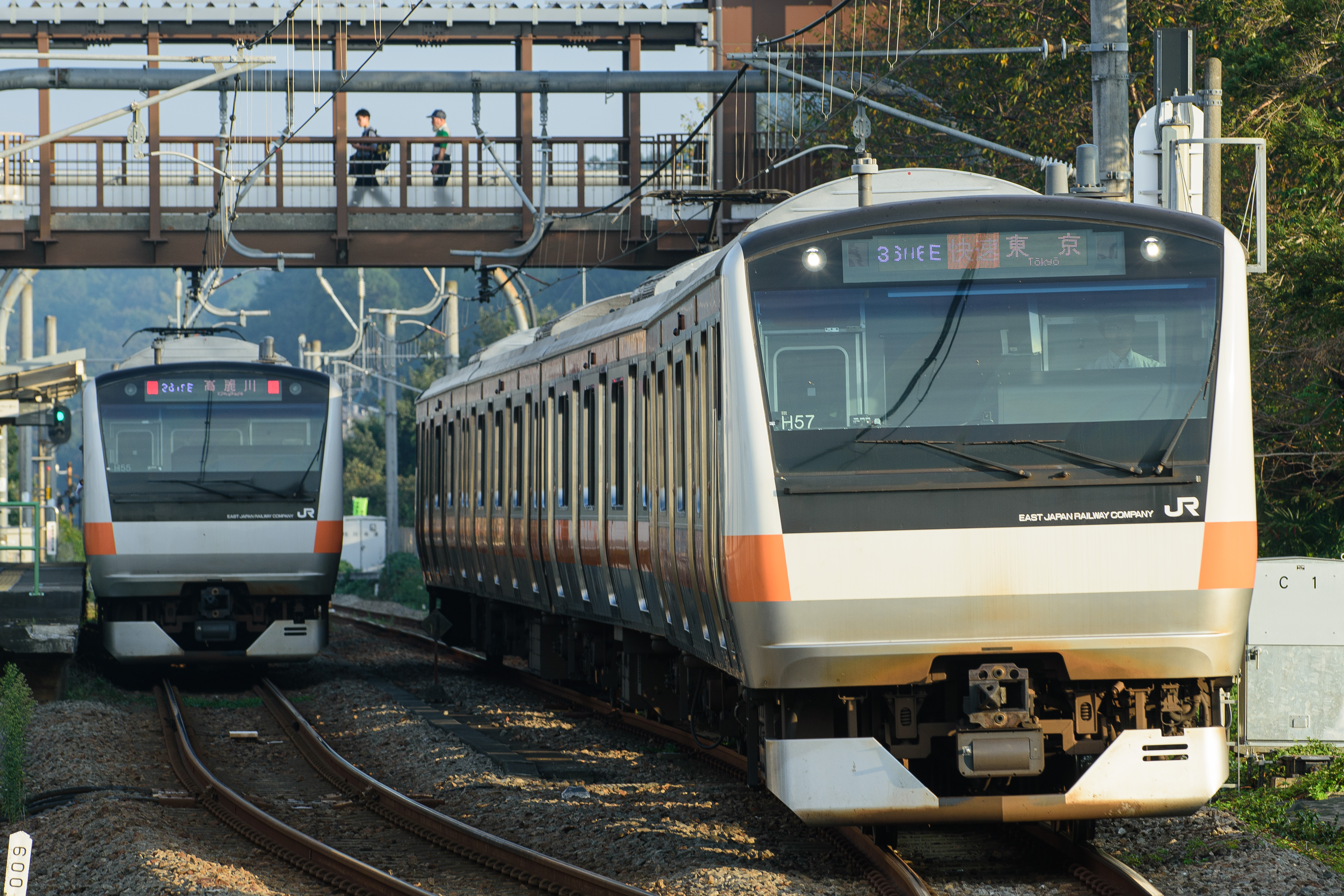
於金子站交會的E233系0番台
（2019年9月）

车辆属于丰田车辆中心，车体色带为中央线快速使用的橙色（■）2022年3月12日改點，八高線全線使用一人操作，中央線列車結束直通本路線。
- E233系0番台：2007年3月17日投入服務，采用分割对应编成中的4辆编成營運。隨著八高線使用一人操作而不再於本線使用。
- 201系：2008年3月时刻调整后终止运营。

### 内燃动车组

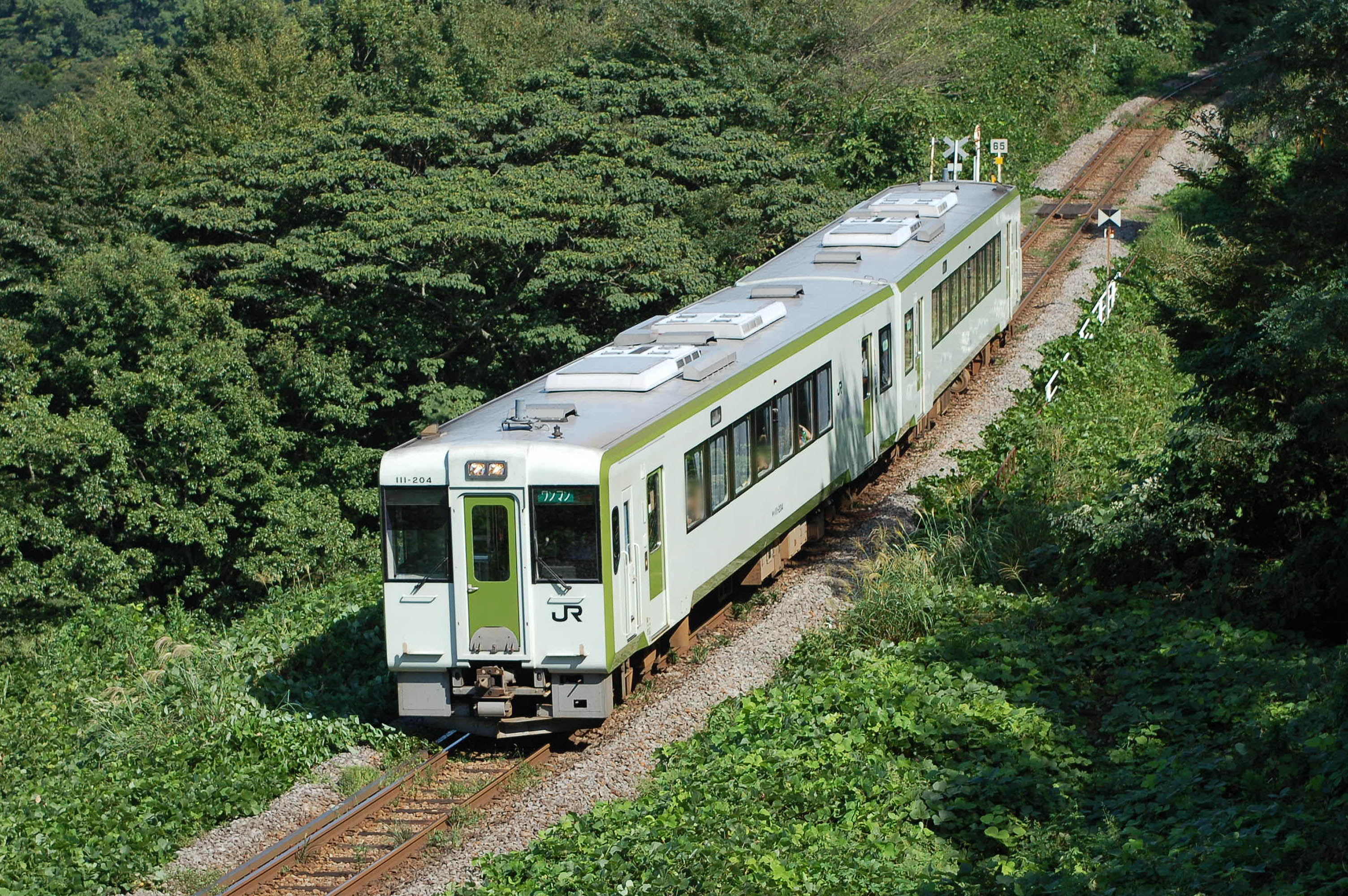
キハ110系

目前，非电化区间的高丽川站—高崎站间统一使用属于高崎车辆中心的KiHa 110系内燃动车组。车辆为2或3辆编成，运营类别显示位于正面，运营终点表示位于侧面，有部分车辆的侧面为LED显示。
在八王子站—高丽川站尚未电化时，八高线全线使用内燃动车组运营。在日本国有铁道时代曾使用过KiHa 20型、KiHa 36型内燃动车组。改组为JR后使用Ki Ha 30型、KiHa 35型、KiHa 38型、KiHa 40型、Ki Ha45型内燃动车组。其中KiHa 40型和KiHa 45型在1991年退出该线运营。1993年3月18日，KiHa 110系作为寄居站、儿玉站—高崎站的区间列车投入运营。1996年八王子站—高丽川站电氣化后，高丽川站—高崎站间运营的列车统一为Ki Ha110系。

## 外部連結
- （日語） JR东日本：八高線の駅 （页面存档备份，存于）
- （日語） つちぶた本舗の全駅訪問の旅：八高線（JR東日本） （页面存档备份，存于）